# Sheriff Isa
Sheriff Isa (Sokoto, 10 novembre 1990) è un calciatore nigeriano, centrocampista del Sokoto United.

## Palmarès

### Club

#### Competizioni nazionali
- Campionato nigeriano: 1

Kano Pillars: 2011-2012
- Perša Liha: 1

Olimpik Donec'k: 2013-2014